# Liste des évêques de La Crosse
Liste des évêques de La Crosse
(Dioecesis Crossensis)
Le diocèse de La Crosse est créé le 3 mars 1868, par détachement de celui de Milwaukee.

## Sont évêques
- 3 mars 1868-14 mars 1880 : Michaël Heiss
- 14 mars 1880-14 juin 1881 : siège vacant
- 14 juin 1881-† 3 août 1891 : Kilian Flasch (Kilian Casper Flasch)
- 14 décembre 1891-† 6 juin 1921 : James Schwebach
- 21 novembre 1921-† 25 août 1948 : Alexander McGavick (Alexander Joseph McGavick)
- 25 août 1948-† 11 octobre 1964 : John Ier Treacy (John Patrick Treacy)
- 30 décembre 1964-10 mai 1983 : Frederick Freking (Frederick William Freking)
- 14 octobre 1983-10 décembre 1994 : John II Paul (John Joseph Paul)
- 10 décembre 1994-2 décembre 2003 : Raymond Burke (Raymond Leo Burke)
- 2 décembre 2003-29 décembre 2004 : siège vacant
- 29 décembre 2004-14 novembre 2009 : Jérôme Listecki (Jérôme Edward Listecki)
- 11 juin 2010-19 mars 2024 : William Callahan (William Patrick Callahan)
- depuis le 19 mars 2024 : Gerard William Battersby (en)

## Galerie de portraits

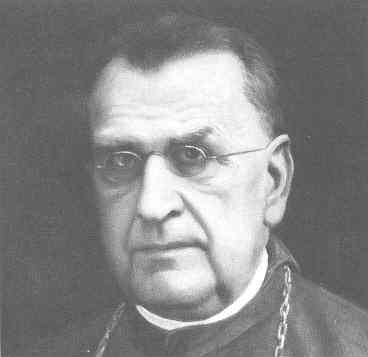
Michael Heiss (1868-1880)
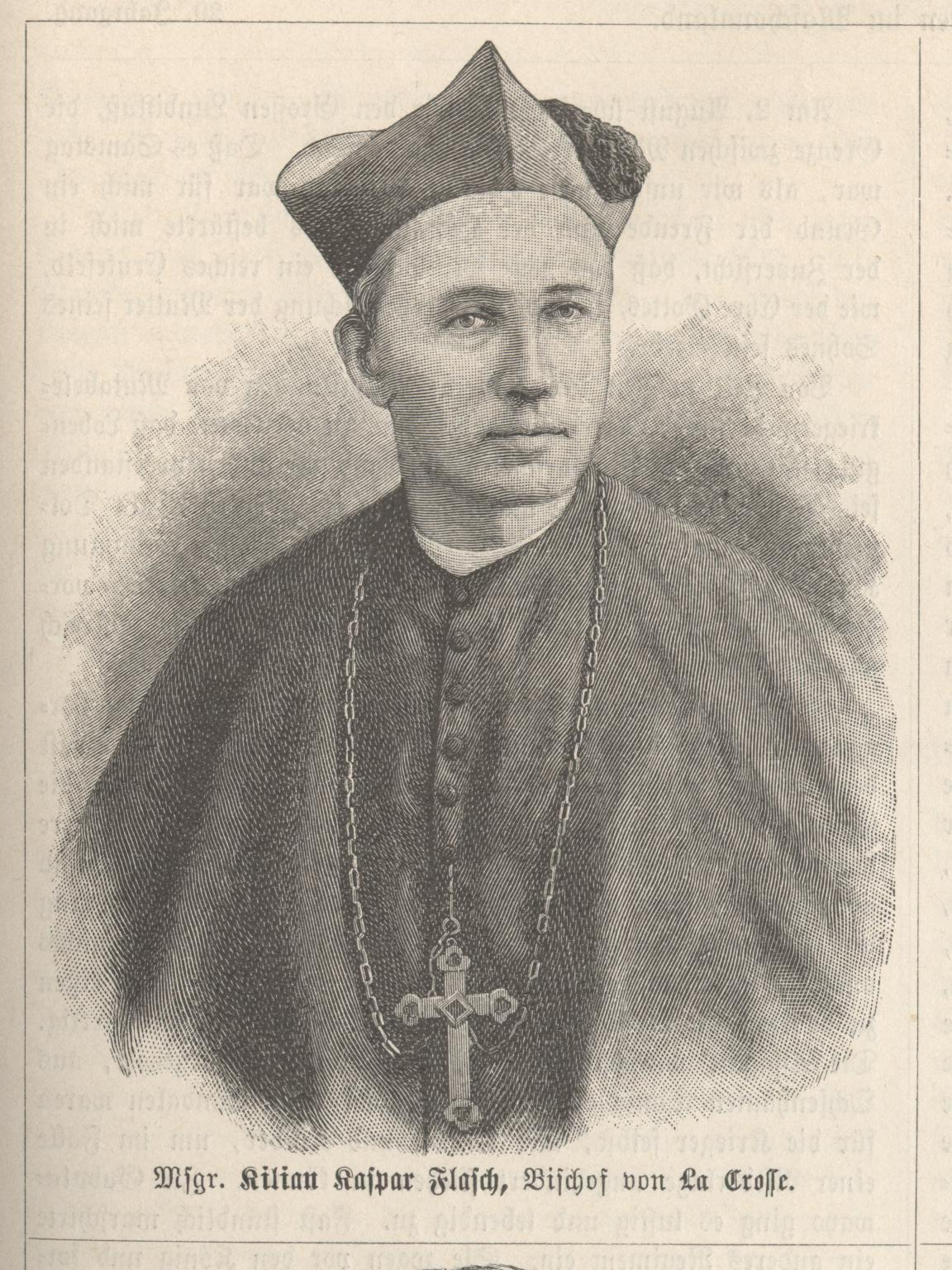
Kilian Flasch (1881-1891)
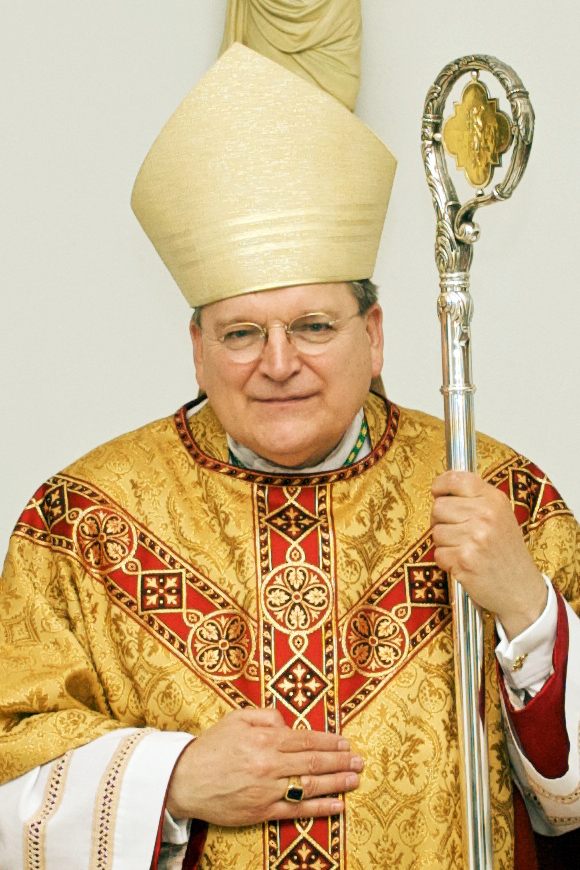
Raymond Burke (1994-2003)
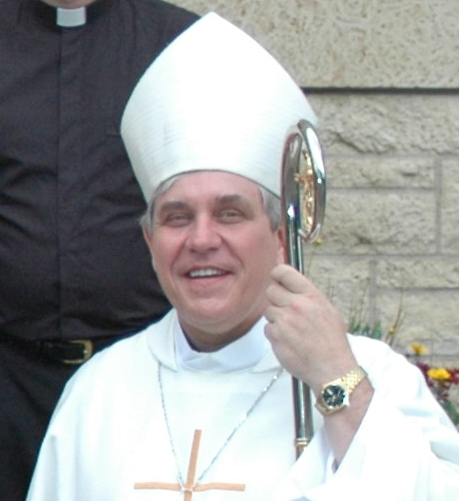
Jérôme Listecki (2004-2009)
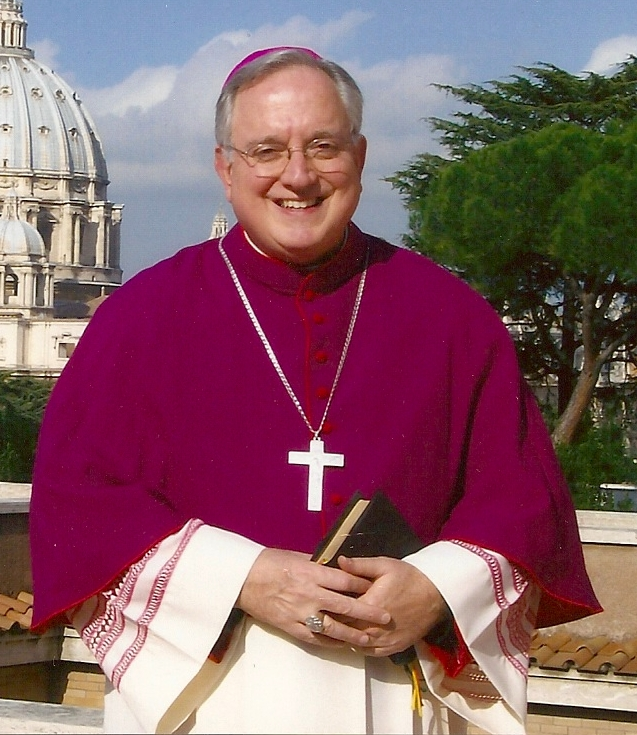
William Callahan (2010-2024)

## Source
- L'Annuaire Pontifical sur le site Catholic-Hierarchy

## Articles liés
- Diocèse de La Crosse
- Cathédrale Saint-Joseph-Artisan de La Crosse